# تودور أرغيزي
 تودور أرغيزي (بالرومانية: Tudor Arghezi) (21 مايو 1880 — 14 يونيو 1967) هو كاتب و محرر روماني.
قاتل ضد الفاشية.

## روابط خارجية
- تودور أرغيزي على موقع IMDb (الإنجليزية)
- تودور أرغيزي على موقع الموسوعة البريطانية (الإنجليزية)
- تودور أرغيزي على موقع ميوزك برينز (الإنجليزية)
- تودور أرغيزي على موقع قاعدة بيانات الفيلم (الإنجليزية)